# Большой Артезианский бассейн
Большо́й Артезиа́нский бассе́йн (англ. Great Artesian Basin) — подземный резервуар пресной воды, расположенный на материковой части Австралии и являющийся вторым по величине в мире после Западно-Сибирского артезианского бассейна в России. Фактически это единственный надёжный источник пресной воды во внутренних районах Австралии. Общая площадь бассейна составляет 1711 тысяч км², занимая почти 23 % материка (большая часть штата Квинсленд, юго-восточная часть Северной территории, северо-восточная часть Южной Австралии и северная часть Нового Южного Уэльса). Глубина залегания бассейна составляет около 3000 м, а общий объём воды — 64 900 км³.
Большой Артезианский бассейн сформировался около 100—250 млн лет назад и в настоящее время состоит из нескольких водопроницаемых слоёв песчаника и водонепроницаемых слоёв из алеврита и аргиллита. Слой песчаника образовался в результате континентальной эрозии верхних слоёв, которая происходила в течение триаса, юры и мелового периода. Когда внутриматериковая часть Австралии находилась ниже уровня Мирового океана, этот песчаник был покрыт слоем морских осадочных пород, которые сформировали ограничивающий слой, изолировавший водоносный слой в пласте песчаника. Впоследствии восточная часть бассейна в процессе формирования Большого Водораздельного хребта была поднята.
Большая часть воды попадает в бассейн через возвышенность в его восточной части (западные склоны Большого Водораздельного хребта), а затем течёт в южном и западном направлении. Скорость водного потока в бассейне колеблется от одного до пяти метров в год. Температура воды варьируется от 30 до 100 °C.
Добываемая из бассейна вода используется для орошения полей, а также для домашнего пользования.